# 3. motorizirana divizija (Irak)
3. motorizirana divizija je motorizirana divizija Iraške kopenske vojske, ki spada pod okrilje Severnih sil IKV.

## Organizacija
- Štab
- 3. bataljon specialnih sil
- 3. komando bataljon
- 9. motorizirana brigada
- 10. motorizirana brigada
- 11. motorizirana (zračnodesantna) brigada
- 12. motorizirana brigada
- 3. poljski artilerijski polk
- 3. poljski artilerijski polk
- 3. lokacijsko poveljstvo

- 3. bazna varnostna enota
- 3. vzdrževalna baza
- 3. motorizirani transportni polk

- 3. divizijski trenažni center